# Jean de Cologne
Jean ou Hans de Cologne (Cologne, vers 1410 - Burgos 1481) était un architecte allemand travaillant en Castille et qui appartenait au gothique flamboyant et à l'art hispano-flamand dont il est considéré, avec Enrique Egas, comme le principal représentant  en Espagne. Il était père et grand-père, respectivement, des architectes Simon et Francisco de Cologne. On lui doit entre autres les flèches qui couronnent les tours de la cathédrale de Burgos.

## Notice biographique
On ignore l'année et le lieu de naissance de Jean de Cologne, bien que traditionnellement, on lui suppose d'après son nom, une origine allemande.  Vincent Lampérez y Romea, situe sa naissance en 1410 sans aucune documentation à l'appui, d'autres auteurs la placent en 1420.
La tradition (recueillie par le Père Florez, Ponz, Cean Bermudez, Llaguno) affirme que Jean de Cologne était à arrivé à Burgos envoyés par ou accompagnant l'évêque Alonso de Cartagene lors de son retour du concile de Bâle, pour participer à la construction de la cathédrale.
En 1442, il fut enregistré comme associé de Saint Cosme dans des documents contemporain de cette paroisse.
Marié en Espagne avec Maria Fernandez Burgos, fille du maître maçon Juan Fernandez (qui avait travaillé pour le couvent de San Pablo et petite-fille de Martin Fernandez, qui était maître architecte de la cathédrale. « Ce mariage contribua à ce que sous sa responsabilité restèrent  deux grandes équipes de tailleurs de pierre : celle de son père, qui représentait la tradition, et la sienne, pour montrer un exemple de renouvellement » .
Il laissa six enfants, Simon et Diego, architectes, Fernando, Éléonore et ses deux enfants à la mort de son père.
Il résidait dans le quartier de La Vega, à l'extérieur des remparts de la ville.
Il mourut en 1481 et fut enterré sous les dalles arche d'entrée au centre de la chapelle de la Visitation de la cathédrale Burgos.
Dans le fichier documentation cathédrale de Burgos, il apparaît fréquemment avec le titre de « maître-maçon » dans des documents fonciers et lors d'un procès dont il fut témoin, ce qui nous indique qu'il jouissait d'une richesse certaine.

## Société et style
La ville de Burgos - d'environ 20.000 à 25.000 habitants - vivait une époque de faste économique : une noblesse parmi la plus riche dans le royaume de Castille vivait de rentes élevés et un puissant groupe de riches marchands grâce au commerce de la laine . L'existence de personnalités de premier plan telles que Don Alonso de Cartagène évêques (l'évêque de Burgos compris entre 1435 et 1456) et Don Luis de Acuña (id entre 1456 et 1495) , qui favorisaient l'arrivée de nouveaux artistes, générant un véritable âge d'or artistique dans la ville.

Selon la Chronique incomplète des Rois Catholiques, tout le monde savait 

« que de si grands marchands Burgos est peuplée, que Venise et toutes les villes du monde elle surpasse dans le négoce tant par les flottes de la mer et par les grands négoces de marchandises par voie terrestre, dans ces royaumes et dans de nombreuses parties du monde ... »

Quand Don Alonso de Cartagène amena un artiste étranger, c'était pour se distinguer de l'architecture gothique espagnole qui stagnait en répétant des formules consacrées du XIIIe siècle. Il voulait moderniser son Siège nouvellement ouvert, il voulait mettre en valeur sa ville, par l'agrandissement de la cathédrale. Les lignes directrices, il les avait clairement vues au cours de ses voyages dans la zone alémanique, et personne d'autre qu'un architecte allemand, Jean de Cologne, ne serait meilleur pour réaliser son idée.
L'avantage des territoires germaniques leurs voisins au XVe siècle, était d'être resté  à l'écart de la guerre de Cent Ans (1339-1453) et d'avoir réuni une grande organisation de constructeurs, chose qui avait été impossible dans les zones touchées par le conflit franco-anglais.
Jean de Cologne introduisit à Burgos les formes allemandes du gothique tardif mêlé de goût flamand, et renouvela le gothique français qui imprégnait jusqu'alors l'architecture des cathédrales. Les nouveautés étaient concentrées sur les aspects décoratifs - délicats et minutieux - qui donnaient aux œuvres la finesse de l'orfèvrerie, l'expertise technique et une approche germanique de l'espace : une tendance aux espaces dilatés, ouverts et aux tracés impressionnant. Les chapelles centralisées et couvertes avec de grande voûtes furent un apport important à l'architecture castillane et eurent un écho majeur dans l'architecture de l'époque. Son immense génie technique fut capable de créer et développer une école de tailleurs de pierre et de maîtres, qui atteignit sa plénitude à la fin du siècle, avec son fils Simon et le groupe qu'il forma avec lui et qui l'aidèrent dans nombre de ses travaux.

## Cathédrale de Burgos

### Flèches des tours
Au début du XIIIe siècle, furent développées des  tours surmontées de flèches en aiguille creuses qui ne sont pas à proprement parler nécessaires, mais répondant à la volonté de faire marquer l'importance des cathédrales, la puissance de ses dirigeants et de l'expertise de ses constructeurs.

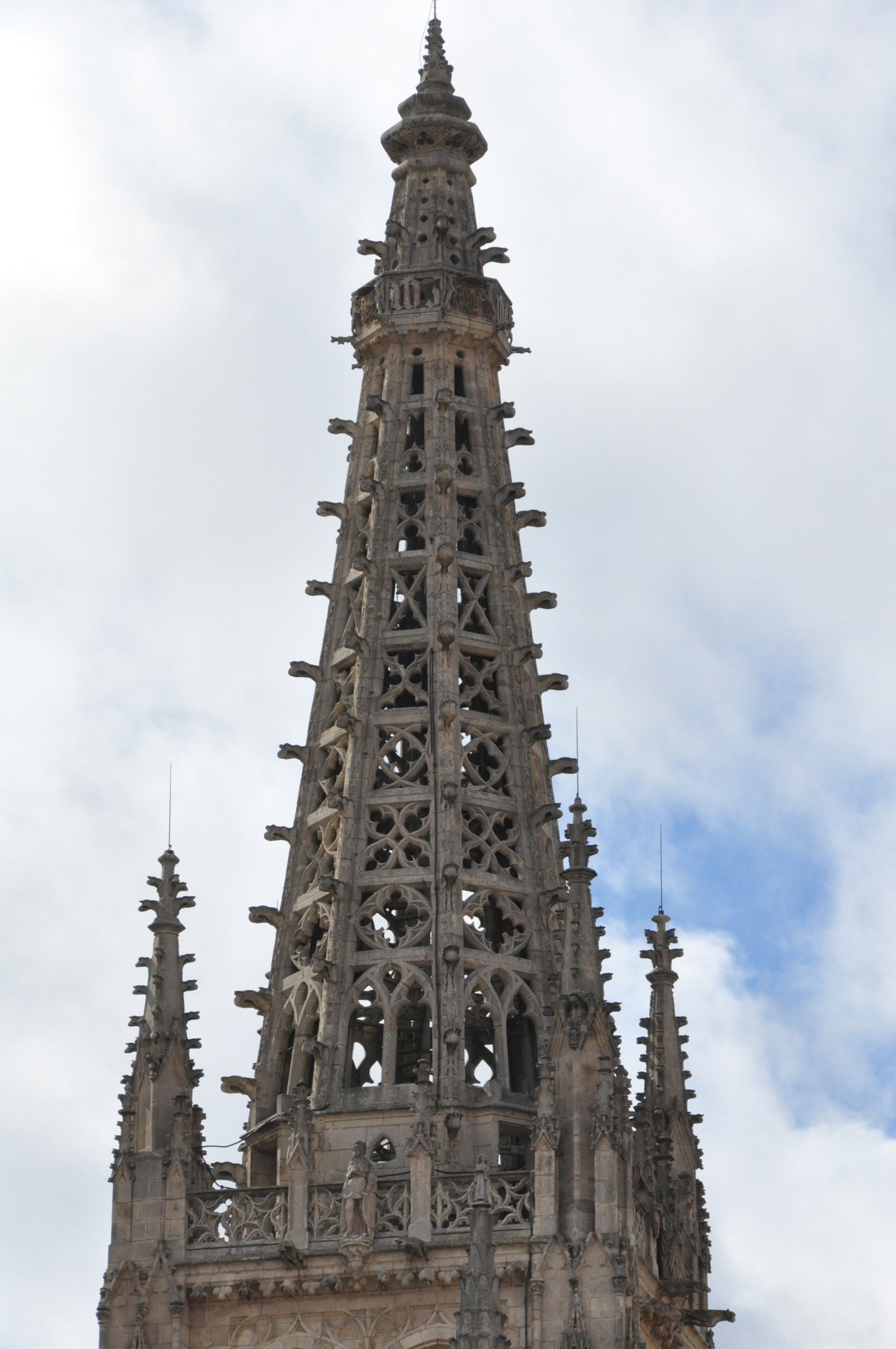
Une des flèches qui couronnent les tours de la cathédrale de Burgos, Jean de Cologne.

Jean de Cologne à Burgos, commença par augmenter les tours existantes d’autres corps en forme de prismes, et à l’aide de quatre piliers prépara une plate-forme carrée percée d’un trou octogonal au centre. Au milieu, il appuya la flèche de forme pyramidale à huit côtés, entourée d’un parapet percé d’entrelacs ajourés et soutenue par quatre grands pinacles, et orné d’inscriptions, de statues et de blasons.
Chaque aiguille est faite de calcaire dense d’Hontoria qui forme une pyramide octogonale de 3 pieds carrés à la base et de 28 de haut (actuellement). Les arêtes sont formées par 8 poutres calcaires agencées en tronc de pyramide d’où sortent de grandes feuilles. La flèche repose sur une base pleine et à 20 mètres de haut se trouve un petit balcon décoratif. Au-dessus de celui-ci, la pyramide se termine par une moulure placée à son sommet et sur lequel était installé à l’époque de Jean de Cologne des statues de saint Pierre et de saint Paul.

## Source
- (es) Cet article est partiellement ou en totalité issu de l’article de Wikipédia en espagnol intitulé « Juan de Colonia » (voir la liste des auteurs).